# Nhà cách mạng
Nhà cách mạng (tiếng Anh: revolutionary hoặc revolutionist) là một người tham gia tích cực hoặc ủng hộ cách mạng, sự biến chuyển xã hội một cách nhanh chóng, đột ngột, thường sử dụng bạo lực. Hiểu theo cách này, từ thường được dùng để tương phản với nhà cải cách, người ủng hộ thay đổi xã hội từng bước, thường bằng cách hoạt động trong hệ thống có sẵn.